# International Classification of Diseases for Oncology
Die International Classification of Diseases for Oncology (ICD-O) ist eine medizinische Klassifikation. Sie stellt eine Erweiterung der ICD-10 für die Onkologie dar und wird wie diese durch die Weltgesundheitsorganisation (WHO) gepflegt und weiterentwickelt.
Die aktuelle Version ist die ICD-O-3 zweite Revision von 2019 (Deutsche Übersetzung Dezember 2020).

## Aufbau
Das „Kapitel II Neubildungen“ der ICD-10 ist für die Klassierung von Tumorerkrankungen zum Beispiel in Krebsregistern nicht ausreichend genau, da sie zum Beispiel im Allgemeinen keine Aussage über den histologischen Typ einer Erkrankung erlaubt.
Deshalb wurde ein zweiachsiges System entwickelt. Die eine Achse bezeichnet den Sitz des Tumors (Topographieachse, im deutschen der Lokalisationsschlüssel), die andere das histologische Aussehen des Tumors (Morphologieachse, Histologieschlüssel).
Die Codes der Topographieachse entsprechen im Wesentlichen den Codes des Kapitels „Bösartige Neubildungen“ der ICD.
Beispiele:
- C18.2 Colon ascendens
- C18.3 Flexura hepatica
- C18.4 Colon transversum
  - C18.41 Colon transversum, rechtes Drittel (deutsche Erweiterung des Topographieteils)
  - C18.42 Colon transversum, mittleres Drittel

Die Codes der Morphologieachse sind auch im Morphologieteil des SNOMED enthalten und folgendermaßen aufgebaut:
_ _ _ _ / _: Grundform des Tumors/Dignität (Bösartigkeit)
Beispiele:
- 8140/0 Adenom o. n. A. (gutartiger Tumor)
- 8140/1 Atypisches Adenom (unsicheres Verhalten, also weder vollständig gutartig noch vollständig bösartig)
- 8140/2 Adenocarcinoma in situ o. n. A. (oberflächlicher, noch nicht infiltrierender Tumor)
- 8140/3 Adenokarzinom o. n. A. (infiltrierender Tumor)
- 8140/6 Adenokarzinommetastase
- 8140/9 Unsicher, ob primäres Adenokarzinom oder Adenokarzinommetastase

Aus Lokalisations- und Histologieschlüssel kann meistens der ICD-10-Code gebildet werden.

Beispiele:
| Lokalisation | Histologie | ICD-10 |
| ------------ | ---------- | ------ |
| C18.2        | 8140/0     | D12.2  |
| C18.2        | 8140/1     | D37.4  |
| C18.2        | 8140/2     | D01.0  |
| C18.2        | 8140/3     | C18.2  |

Die deutsche Übersetzung der ICD-O wird wie die der ICD durch das Bundesinstitut für Arzneimittel und Medizinprodukte (BfArM) bereitgestellt.
Zur Klassifikation von Tumoren kommen noch weitere Systeme zum Einsatz, die unter anderem das Stadium von Erkrankungen beschreiben, z. B. die TNM-Klassifikation.